# Glyphodera annulifemur
Glyphodera annulifemur är en tvåvingeart som beskrevs av Verbeke 1951. Glyphodera annulifemur ingår i släktet Glyphodera och familjen skridflugor.
Artens utbredningsområde är Kongo. Inga underarter finns listade i Catalogue of Life.